# Eléfant van Nîmes
Eléfant of Alfantus van Nîmes (11e eeuw) was bisschop van Nîmes, in het graafschap Toulouse, van 1077 tot zijn dood in 1084.

## Levensloop
Reeds in het jaar 1066 werd Eléfant in akten al vernoemd als episcopus of bisschop. Dit kwam omdat hij coadjutor was van de zetelende bisschop Frotarius II. Frotarius II was, naar Middeleeuwse normen, voor een erg lange periode bisschop: van 1027 tot 1077, of zowat 50 jaren. Bronnen spreken dat Frotarius II ziekelijk en oud was. Het was Eléfant die feitelijk het bisdom bestuurde. 
Eens Eléfant bisschop van Nîmes geworden was, kreeg hij op zijn beurt een coadjutor naast zich. Reeds in 1080 noemde Pierre Ermengaud zich bisschop-adjutor van Nîmes. Op Middeleeuwse akten verschenen andermaal 2 namen van de 2 bisschoppen van Nîmes: Eléfant en Pierre Ermengaud.